# Roques (Gers)
Roques é uma comuna francesa na região administrativa de Occitânia, no departamento de Gers. Estende-se por uma área de 8,48 km². Em 2010 a comuna tinha 106 habitantes (densidade: 12,5 hab./km²).